# Cena Jana Zahradníčka
Cena Jana Zahradníčka je cena udělovaná v letech 1985–1999 za české básnické dílo (ve smyslu dlouhodobé tvorby, ne za jednotlivou skladbu či sbírku). 
Cena byla pojmenována po českém básníku Janu Zahradníčkovi. Uděloval ji exilový Klub československé kultury v Los Angeles, dotována byla (vždy částkou 1.000 USD) z prostředků Literárního fondu Jana Zahradníčka, který byl za tímto účelem založen r. 1981. Udělovala se každý lichý rok (vyjma roku 1993). Laureát byl vyhlášen 17. ledna, v den Zahradníčkových narozenin.

## Laureáti
- 1985: Ivan Jelínek
- 1987: Ivan Diviš
- 1989: Karel Kryl
- 1991: Zdeněk Rotrekl
- 1995: František Daniel Merth, Rio Preisner
- 1997: Ivan Slavík
- 1999: Karla Erbová